# スーフォールズ・カナリーズ
スーフォールズ・カナリーズ（Sioux Falls Canaries）はプロ野球独立リーグのアメリカン・アソシエーション（北地区）に加盟しているプロ野球チーム。本拠地はアメリカ合衆国サウスダコタ州スーフォールズ。

## 歴史
1993年にスーフォールズ・カナリーズとして創設され、同年から設立した独立リーグのノーザンリーグに加盟した。
2006年、アメリカン・アソシエーションに移籍。
2008年、リーグ優勝を果たす。
2011年、チーム名をスーフォールズ・ファイティングフェザンツ（Sioux Falls Fighting Pheasants）に変更する。
2013年、チーム名を再びスーフォールズ・カナリーズに戻す。

## 所属選手
- ブライアン・トラックスラー（1997、2000、元：福岡ダイエーホークス）
- 谷口弘典（1997）
- バーナード・ブリトー（1998、元：日本ハムファイターズ）
- トニー・ミッチェル（2002、元福岡ダイエーホークス）
- エディ・ウィリアムス（2002、元：福岡ダイエーホークス）
- デジ・ウィルソン（2003、元：阪神タイガース）
- パット・マホームズ（2007、2008 - 2009、元：横浜ベイスターズ）